# Emilie Culp
Emilie Bertha Culp, bekend als Emilie Culp, (Groningen, 2 februari 1868 – Amsterdam, 19 januari 1898) was een Nederlands soubrette. Ze stond destijds bekend als "Hollands eerste coupletzangeres".
Zij werd geboren binnen het gezin van muziekmeester Simon Baruch Culp en Judic de Jong. Emilie Culp kreeg in 1894 ongehuwd een dochter, die in 1895 erkend werd door de militair Albert Pieter van Nahuys. Die dochter, Alice Emilie van Nahuys, was in de Tweede Wereldoorlog tijdelijk baas van Em. Querido's Uitgeverij en naamgever van de Alice van Nahuys-prijs (literatuur).
Emilie Culp werd al als jong kind soubrette (couplet-zangeres) en begon haar artistieke loopbaan in Groningen in een theatergezelschap van oom Robert Culp. Zijn vrouw was ook soubrette. Ze was lid van het Noorder Specialiteitengezelschap. Ze trok naar Amsterdam om te spelen in De Vereeniging aan de Kalverstraat. Ze heeft echter ook opgetreden in de Parkschouwburg en Theater Carré. Ze overleed op jonge leeftijd. Ze had zich verstapt bij het uit de trein stappen, verwaarloosde de wond, want ze bleef optreden. Ze moest daarbij letterlijk op het podium gezet worden, applaus in ontvangst nemen deed ze stilstaand, lopen ging niet meer, etc. Voor de wond werd ze veertien maanden verpleegd in het Nederlands Israëlitisch Ziekenhuis aan de Nieuwe Keizersgracht, alwaar ze overleed. Het dagblad De Telegraaf had net na een bezoek aan de eenzame patiënt verzocht om bloemen te sturen.